# Arribada del ferrocarril a Valladolid

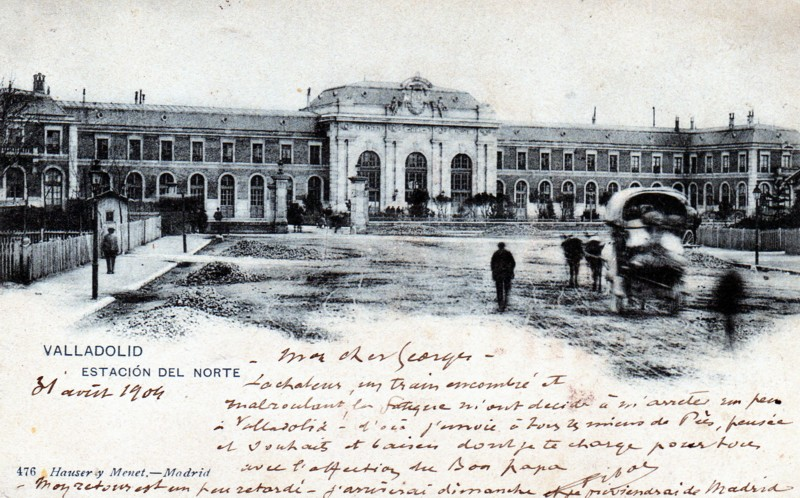
Estampa de l'Estación del Norte el 1904

L'arribada del ferrocarril a Valladolid va suposar un gran impuls econòmic per a la ciutat i va posar fi a un període de decadència que es remuntava a principis del segle xvii quan el Duc de Lerma va traslladar definitivament la capital de l'Imperi Espanyol a Madrid, el 1606.

## Adjudicació i subhasta
El 1850 l'Ajuntament de Valladolid va subscriure 100 accions per a la construcció de la xarxa ferroviària Alar del Rey - Santander. Aquest trajecte va formar part de les primeres i possibles línies autoritzades entre 1844 i 1846, sense estudis previs, ni càlculs de viabilitat i rendibilitat.
Entre els promotors d'aquest trajecte es trobava Mariano Miguel de Reynoso, abans d'ocupar el lloc de Ministre d'Estat. També van intervenir altres membres de la Corporació municipal, com ara Barrasa, que va ser l'accionista i principal promotor d'aquesta línia, el patrimoni de la qual va incrementar amb finques desamortitzades a la comarca val·lisoletana de Tierra de Pinares.
El dimecres 7 de juliol de 1852, a les vuit de la nit es reuniren al consistori val·lisoletà, juntament amb Calixto Fernández de la Torre, alcalde-corregidor de Valladolid, els senyors Queipo de Llano, Dulce, León, Mendigutía, Moyano, Barrasa, Olmo, García, Arroyo, Rábago y Santibañez, expressant el primer:
| « | "Que havia convocat aquesta sessió extraordinària per tal d'assabentar l'Ajuntament d'una carta de l'excel·lentíssim senyor don Mariano Miguel de Reynoso, ministre de Foment del Regne, la qual conté una notícia important per a tota la Província però molt especialment per a aquesta Ciutat. Seguidament, sa Senyoria va llegir la carta indicada en què Sa Excel·lència tenia a bé participar que la bondat de S. M. la Reina Mare de Déu senyora Isabel II s'havia dignat decretar la construcció de la línia de Madrid a Irun, passant per aquesta ciutat, Palència, Burgos, etc. Manifestant també que la qüestió era la de si havia de portar aquesta línia la direcció d'Àvila o la de Segòvia. Indicant el gran encert i justícia amb què el Govern de S. M. havia tractat aquest negoci, i en especial el del senyor President del Consell de Ministres en pesar-lo i mesurar-lo amb l'encert que al seu elevat talent estava reservat. La Corporació (...) es va assabentar al mateix temps del Reial Decret, data 4 de l'actual, inserit en la Gaseta de Madrid del dia d'ahir, pel qual es fa l'adjudicació definitiva d'aquesta línia de ferrocarril el senyor José Salamanca, sota el concepte de que s'ha de donar conclosa la via des de Madrid a l'Ebre en tres anys i en quatre a Irun, comptats des del dia en què siguin aprovats els plànols» | » |

Davant d'aquesta notificació, l'Ajuntament va acordar anunciar la notícia a tots els ciutadans amb repic de campanes, coets, il·luminació a tota la ciutat i músiques a la Casa Consistorial. Es van celebrar exposicions en reconeixement d'Isabel II i al seu Govern, especialment al president del Consell de Ministres, Juan Bravo Murillo. L'Ajuntament va acordar canviar el nom del carrer Corredera de San Pablo (actual Calle de las Angustias) pel de "Carrer de Reynoso", perquè aquí hi tenia el seu domicili particular.
En els anys successius, la mesura més rellevant va ser la promulgació el 3 juny 1855 de la Llei general de ferrocarrils. Aquesta norma regulava la construcció de les grans línies i establia com a comesa públic estatal atorgar la construcció i explotació de les empreses concessionàries, entre elles la de Madrid a Irun, passant per Valladolid, per dotar com més aviat millor de línies fèrries aquelles zones que estaven reclamant amb urgència les necessitats de la indústria, l'agricultura i del comerç. D'aquesta manera, el Govern va autoritzar la subhasta el 14 de novembre de 1855.
En el curs d'una reunió extraordinària, celebrada el 9 de febrer de 1856, els assistents són informats d'un Ofici de la Diputació Provincial, segons el qual:
| « | proper el dia de la subhasta de la 2a secció d'aquesta línia, considera necessari es trobin a la Cort els senyors diputats que han de representar aquesta Província ia Burgos i s'associïn els coneixements facultatius de l'expressat senyor José Fernández Sierra, representant de la capital | » |

El 20 de febrer de 1856 va tenir lloc la rematada de la subhasta que incloïa en el seu traçat a Valladolid. La rematada va ser adjudicada a la firma Crédito Mobiliario Francés considerada com el millor postor per la Reial ordre del 23 de febrer. Ràpidament un cop sabuda la notícia es van preparar les celebracions per celebrar l'esdeveniment.

## Construcció i arribada
Després de l'adjudicació del ferrocarril va arribar una carta particular remesa des de Madrid per l'alcalde 3r, José Fernández Sierra, en la qual s'avisava que la inauguració de les obres tindria efecte el 19 de març i que comptaria amb la presència del president del Consell de Ministres, el General Espartero, Duc de la Victòria.
Per a aquest acte l'Ajuntament organitzaria:
| « | "una demostració que perpetués en aquesta Capital el nom del brau Militar, que tants dies de glòria i de ventura ha donat a la nostra Pàtria per mitjà d'un acte senzill però expressiu acceptable a la modèstia i virtuts que caracteritzen tan il·lustre personatge. A tal efecte, proposava que el carrer Olleros, canviés la denominació per la de Carrer del Duc de la Victòria». | » |

Davant l'arribada d'Espartero, el comandant de la Milícia Nacional, Baldomero Goicoechea, va tenir l'honor d'hostatjar el Duc. Juan Fernández Rico va allotjar al director general d'Obres Públiques i el ministre de Foment, successor de Reynoso, Francisco de Luxán, va ser acollit a la mansió de Millán Alonso.
El 26 abril de 1856 Espartero, en nom de la reina, va col·locar la primera pedra de les obres del ferrocarril:
| « | "Consta estant a Valladolid, avui 26 d'abril de 1856, a dos quarts de la tarda, al lloc titulat Pont Encarnat extramurs de la Ciutat, es va presentar l'Excel·lentíssim senyor General Baldomero Espartero, Duc de la Victòria (...) per inaugurar les obres de la segona secció del Ferrocarril de Madrid a Irun, denominat del Nord, a la part de Madrid a l'Ebre i que acaba a la ciutat de Burgos, decretat per les Corts i sancionat per S. M. a la llei de 14 de novembre de 1855.» | » |

Les obres es van perllongar durant més de vuit anys, i no s'acabaren fins a 1864. Poc després de la col·locació de la primera pedra es van succeir importants revoltes a causa de la pujada dels preus del pa, es van incendiar diverses cases, prolongant els disturbis durant diversos dies. El 27 de novembre, almenys tres persones van ser sentenciades a mort a causa d'aquests fets.
Aquests esdeveniments van retardar l'inici de la construcció de la línia fèrria, anunciant el seu començament per quan finalitzés la recol·lecció als camps castellans.
L'agost es va conèixer el cost total de l'obra; aquest seria de cinc milions de pessetes per cada llegua de les 43 llegües que separen Madrid i Valladolid.
Finalment les obres es van iniciar el 9 de desembre, començant a la zona d'Arcas Reales. Per a aquesta data, ja s'havien esplanat més de seixanta quilòmetres a la rodalia d'Arévalo i anunciat l'arribada de les primeres locomotores.